# Geroda
Geroda es un municipio alemán ubicado en el distrito de Bad Kissingen, en la región administrativa de Baja Franconia, en el Estado federado de Baviera. Asimismo, forma parte de la comunidad administrativa (Verwaltungsgemeinschaft) de Bad Brückenau.